# Tău (okręg Alba)
Tău – wieś w Rumunii, w okręgu Alba, w gminie Roșia de Secaș. W 2011 roku liczyła 442 mieszkańców.